# Setmana Ciclista Valenciana 2019
La 3e édition de la Setmana Ciclista Valenciana a lieu du 21 février au 24 février 2019. La course fait partie du calendrier UCI féminin en catégorie 2.2.

## Équipes
| Équipes féminines professionnelles (20)- Alé Cipollini - Bigla - Bizkaia-Durango - Boels Dolmans - Canyon-SRAM Racing - CCC-Liv - Charente-Maritime Women Cycling - Doltcini-Van Eyck Sport - Drops - FDJ-Nouvelle Aquitaine-Futuroscope - Health Mate-Ladies Team - Lotto Soudal Ladies - Massi Tactic - Mexx-Watersley International - Movistar Team - Sopela - Sunweb Women - Trek-Segafredo - Valcar Cylance - WNT-Rotor Pro Cycling Équipe nationale- Norvège Équipe féminines amateur (5)- Delikia Ginestar - DN Biofrais - DN Languedoc Le Boulou - Remax - Team Stuttgart |
| |

## Étapes
| Étape     | Date    | Villes étapes        | type | Distance (km) | Vainqueur d'étape | Leader du classement général |
| --------- | ------- | -------------------- | ---- | ------------- | ----------------- | ---------------------------- |
| 1re étape | 21 fév. | Cullera – Gandia     |      | 126           | Ruth Edwards      | Ruth Edwards                 |
| 2e étape  | 22 fév. | Borriol – Villarreal |      | 100           | Lotta Lepistö     | Ruth Edwards                 |
| 3e étape  | 23 fév. | La Nucia – Castalla  |      | 110           | Clara Koppenburg  | Clara Koppenburg             |
| 4e étape  | 24 fév. | Valence – Sagonte    |      | 104           | Lotta Lepistö     | Clara Koppenburg             |

## Déroulement de la course

### 1reétape
Le profil de l'étape est plat mais se termine par deux ascensions aux kilomètres 90 et 105 kilomètres. Un groupe de cinq coureuses profite de celles-ci pour prendre une minute d'avance sur le peloton : Cecilie Uttrup Ludwig, Mavi García, Soraya Paladin, Ruth Winder et Karol-Ann Canuel. Uttrup chute dans la dernière descente mais les quatre autres échappées parviennent à résister au retour du peloton des favorites. Ruth Winder prend quelques mètres d'avance dans le dernier virage et s'impose.
| \| Classement de l'étape \| Classement de l'étape \| Classement de l'étape \| Classement de l'étape \| Classement de l'étape \| \| Coureuse \| Coureuse \| Pays \| Équipe \| Temps \| \| --------------------- \| --------------------- \| --------------------- \| --------------------- \| --------------------- \| \| 1re \| Ruth Edwards \| États-Unis \| Trek-Segafredo \| 3 h 07 min 43 s \| \| 2e \| Soraya Paladin \| Italie \| Alé Cipollini \| + 2 s \| \| 3e \| Karol-Ann Canuel \| Canada \| Boels Dolmans \| + 2 s \| \| 4e \| Mavi García \| Espagne \| Movistar Team \| + 5 s \| \| 5e \| Coryn Rivera \| États-Unis \| Sunweb \| + 5 s \| \| 6e \| Elena Cecchini \| Italie \| Canyon-SRAM Racing \| + 5 s \| \| 7e \| Sheyla Gutiérrez \| Espagne \| Movistar Team \| + 5 s \| \| 8e \| Claudia Koster \| Pays-Bas \| WNT-Rotor Pro Cycling \| + 5 s \| \| 9e \| Stine Borgli \| Norvège \| Norvège \| + 5 s \| \| 10e \| Elisa Longo Borghini \| Italie \| Trek-Segafredo \| + 5 s \| |                      |            |                       |                 |
| |                      |            |                       |                 |
| Source : ProCyclingStats |                      |            |                       |                 |
| Classement de l'étape |                      |            |                       |                 |
| Coureuse | Coureuse             | Pays       | Équipe                | Temps           |
| 1re | Ruth Edwards         | États-Unis | Trek-Segafredo        | 3 h 07 min 43 s |
| 2e | Soraya Paladin       | Italie     | Alé Cipollini         | + 2 s           |
| 3e | Karol-Ann Canuel     | Canada     | Boels Dolmans         | + 2 s           |
| 4e | Mavi García          | Espagne    | Movistar Team         | + 5 s           |
| 5e | Coryn Rivera         | États-Unis | Sunweb                | + 5 s           |
| 6e | Elena Cecchini       | Italie     | Canyon-SRAM Racing    | + 5 s           |
| 7e | Sheyla Gutiérrez     | Espagne    | Movistar Team         | + 5 s           |
| 8e | Claudia Koster       | Pays-Bas   | WNT-Rotor Pro Cycling | + 5 s           |
| 9e | Stine Borgli         | Norvège    | Norvège               | + 5 s           |
| 10e | Elisa Longo Borghini | Italie     | Trek-Segafredo        | + 5 s           |

| \| Classement général \| Classement général \| Classement général \| Classement général \| Classement général \| \| Coureuse \| Coureuse \| Pays \| Équipe \| Temps \| \| ------------------ \| -------------------- \| ------------------ \| --------------------- \| ------------------ \| \| 1re \| Ruth Edwards \| États-Unis \| Trek-Segafredo \| 3 h 07 min 33 s \| \| 2e \| Soraya Paladin \| Italie \| Alé Cipollini \| + 6 s \| \| 3e \| Karol-Ann Canuel \| Canada \| Boels Dolmans \| + 8 s \| \| 4e \| Mavi García \| Espagne \| Movistar Team \| + 15 s \| \| 5e \| Coryn Rivera \| États-Unis \| Sunweb \| + 15 s \| \| 6e \| Elena Cecchini \| Italie \| Canyon-SRAM Racing \| + 15 s \| \| 7e \| Sheyla Gutiérrez \| Espagne \| Movistar Team \| + 15 s \| \| 8e \| Claudia Koster \| Pays-Bas \| WNT-Rotor Pro Cycling \| + 15 s \| \| 9e \| Stine Borgli \| Norvège \| Norvège \| + 15 s \| \| 10e \| Elisa Longo Borghini \| Italie \| Trek-Segafredo \| + 15 s \| |                      |            |                       |                 |
| |                      |            |                       |                 |
| Source : ProCyclingStats |                      |            |                       |                 |
| Classement général |                      |            |                       |                 |
| Coureuse | Coureuse             | Pays       | Équipe                | Temps           |
| 1re | Ruth Edwards         | États-Unis | Trek-Segafredo        | 3 h 07 min 33 s |
| 2e | Soraya Paladin       | Italie     | Alé Cipollini         | + 6 s           |
| 3e | Karol-Ann Canuel     | Canada     | Boels Dolmans         | + 8 s           |
| 4e | Mavi García          | Espagne    | Movistar Team         | + 15 s          |
| 5e | Coryn Rivera         | États-Unis | Sunweb                | + 15 s          |
| 6e | Elena Cecchini       | Italie     | Canyon-SRAM Racing    | + 15 s          |
| 7e | Sheyla Gutiérrez     | Espagne    | Movistar Team         | + 15 s          |
| 8e | Claudia Koster       | Pays-Bas   | WNT-Rotor Pro Cycling | + 15 s          |
| 9e | Stine Borgli         | Norvège    | Norvège               | + 15 s          |
| 10e | Elisa Longo Borghini | Italie     | Trek-Segafredo        | + 15 s          |

### 2eétape
| \| Classement de l'étape \| Classement de l'étape \| Classement de l'étape \| Classement de l'étape \| Classement de l'étape \| \| Coureuse \| Coureuse \| Pays \| Équipe \| Temps \| \| --------------------- \| ------------------------- \| --------------------- \| ---------------------------------- \| --------------------- \| \| 1re \| Lotta Lepistö \| Finlande \| Trek-Segafredo \| 2 h 30 min 14 s \| \| 2e \| Maria Giulia Confalonieri \| Italie \| Valcar Cylance \| + 0 s \| \| 3e \| Elena Cecchini \| Italie \| Canyon-SRAM Racing \| + 0 s \| \| 4e \| Roxane Fournier \| France \| Movistar Team \| + 0 s \| \| 5e \| Coryn Rivera \| États-Unis \| Sunweb \| + 0 s \| \| 6e \| Anna Trevisi \| Italie \| Alé Cipollini \| + 0 s \| \| 7e \| Jip van den Bos \| Pays-Bas \| Boels Dolmans \| + 0 s \| \| 8e \| Ilaria Sanguineti \| Italie \| Valcar Cylance \| + 0 s \| \| 9e \| Eugénie Duval \| France \| FDJ-Nouvelle Aquitaine-Futuroscope \| + 0 s \| \| 10e \| Claudia Koster \| Pays-Bas \| WNT-Rotor Pro Cycling \| + 0 s \| |                           |            |                                    |                 |
| |                           |            |                                    |                 |
| Source : ProCyclingStats |                           |            |                                    |                 |
| Classement de l'étape |                           |            |                                    |                 |
| Coureuse | Coureuse                  | Pays       | Équipe                             | Temps           |
| 1re | Lotta Lepistö             | Finlande   | Trek-Segafredo                     | 2 h 30 min 14 s |
| 2e | Maria Giulia Confalonieri | Italie     | Valcar Cylance                     | + 0 s           |
| 3e | Elena Cecchini            | Italie     | Canyon-SRAM Racing                 | + 0 s           |
| 4e | Roxane Fournier           | France     | Movistar Team                      | + 0 s           |
| 5e | Coryn Rivera              | États-Unis | Sunweb                             | + 0 s           |
| 6e | Anna Trevisi              | Italie     | Alé Cipollini                      | + 0 s           |
| 7e | Jip van den Bos           | Pays-Bas   | Boels Dolmans                      | + 0 s           |
| 8e | Ilaria Sanguineti         | Italie     | Valcar Cylance                     | + 0 s           |
| 9e | Eugénie Duval             | France     | FDJ-Nouvelle Aquitaine-Futuroscope | + 0 s           |
| 10e | Claudia Koster            | Pays-Bas   | WNT-Rotor Pro Cycling              | + 0 s           |

| \| Classement général \| Classement général \| Classement général \| Classement général \| Classement général \| \| Coureuse \| Coureuse \| Pays \| Équipe \| Temps \| \| ------------------ \| --------------------- \| ------------------ \| --------------------- \| ------------------ \| \| 1re \| Ruth Edwards \| États-Unis \| Trek-Segafredo \| 5 h 37 min 47 s \| \| 2e \| Soraya Paladin \| Italie \| Alé Cipollini \| + 6 s \| \| 3e \| Karol-Ann Canuel \| Canada \| Boels Dolmans \| + 8 s \| \| 4e \| Elena Cecchini \| Italie \| Canyon-SRAM Racing \| + 15 s \| \| 5e \| Coryn Rivera \| États-Unis \| Sunweb \| + 15 s \| \| 6e \| Claudia Koster \| Pays-Bas \| WNT-Rotor Pro Cycling \| + 15 s \| \| 7e \| Ashleigh Moolman \| Afrique du Sud \| CCC-Liv \| + 15 s \| \| 8e \| Floortje Mackaij \| Pays-Bas \| Sunweb \| + 15 s \| \| 9e \| Cecilie Uttrup Ludwig \| Danemark \| Bigla \| + 15 s \| \| 10e \| Stine Borgli \| Norvège \| Norvège \| + 15 s \| |                       |                |                       |                 |
| |                       |                |                       |                 |
| Source : ProCyclingStats |                       |                |                       |                 |
| Classement général |                       |                |                       |                 |
| Coureuse | Coureuse              | Pays           | Équipe                | Temps           |
| 1re | Ruth Edwards          | États-Unis     | Trek-Segafredo        | 5 h 37 min 47 s |
| 2e | Soraya Paladin        | Italie         | Alé Cipollini         | + 6 s           |
| 3e | Karol-Ann Canuel      | Canada         | Boels Dolmans         | + 8 s           |
| 4e | Elena Cecchini        | Italie         | Canyon-SRAM Racing    | + 15 s          |
| 5e | Coryn Rivera          | États-Unis     | Sunweb                | + 15 s          |
| 6e | Claudia Koster        | Pays-Bas       | WNT-Rotor Pro Cycling | + 15 s          |
| 7e | Ashleigh Moolman      | Afrique du Sud | CCC-Liv               | + 15 s          |
| 8e | Floortje Mackaij      | Pays-Bas       | Sunweb                | + 15 s          |
| 9e | Cecilie Uttrup Ludwig | Danemark       | Bigla                 | + 15 s          |
| 10e | Stine Borgli          | Norvège        | Norvège               | + 15 s          |

### 3eétape
| \| Classement de l'étape \| Classement de l'étape \| Classement de l'étape \| Classement de l'étape \| Classement de l'étape \| \| Coureuse \| Coureuse \| Pays \| Équipe \| Temps \| \| --------------------- \| --------------------- \| --------------------- \| --------------------- \| --------------------- \| \| 1re \| Clara Koppenburg \| Allemagne \| WNT-Rotor Pro Cycling \| 3 h 01 min 13 s \| \| 2e \| Ashleigh Moolman \| Afrique du Sud \| CCC-Liv \| + 49 s \| \| 3e \| Soraya Paladin \| Italie \| Alé Cipollini \| + 51 s \| \| 4e \| Eider Merino \| Espagne \| Movistar Team \| + 1 min 12 s \| \| 5e \| Janneke Ensing \| Pays-Bas \| Sunweb \| + 1 min 12 s \| \| 6e \| Erica Magnaldi \| Italie \| WNT-Rotor Pro Cycling \| + 1 min 27 s \| \| 7e \| Julie Van de Velde \| Belgique \| Lotto Soudal Ladies \| + 1 min 28 s \| \| 8e \| Katie Hall \| États-Unis \| Boels Dolmans \| + 1 min 31 s \| \| 9e \| Katrine Aalerud \| Norvège \| Norvège \| + 1 min 34 s \| \| 10e \| Pauliena Rooijakkers \| Pays-Bas \| CCC-Liv \| + 1 min 34 s \| |                      |                |                       |                 |
| |                      |                |                       |                 |
| Source : ProCyclingStats |                      |                |                       |                 |
| Classement de l'étape |                      |                |                       |                 |
| Coureuse | Coureuse             | Pays           | Équipe                | Temps           |
| 1re | Clara Koppenburg     | Allemagne      | WNT-Rotor Pro Cycling | 3 h 01 min 13 s |
| 2e | Ashleigh Moolman     | Afrique du Sud | CCC-Liv               | + 49 s          |
| 3e | Soraya Paladin       | Italie         | Alé Cipollini         | + 51 s          |
| 4e | Eider Merino         | Espagne        | Movistar Team         | + 1 min 12 s    |
| 5e | Janneke Ensing       | Pays-Bas       | Sunweb                | + 1 min 12 s    |
| 6e | Erica Magnaldi       | Italie         | WNT-Rotor Pro Cycling | + 1 min 27 s    |
| 7e | Julie Van de Velde   | Belgique       | Lotto Soudal Ladies   | + 1 min 28 s    |
| 8e | Katie Hall           | États-Unis     | Boels Dolmans         | + 1 min 31 s    |
| 9e | Katrine Aalerud      | Norvège        | Norvège               | + 1 min 34 s    |
| 10e | Pauliena Rooijakkers | Pays-Bas       | CCC-Liv               | + 1 min 34 s    |

| \| Classement général \| Classement général \| Classement général \| Classement général \| Classement général \| \| Coureuse \| Coureuse \| Pays \| Équipe \| Temps \| \| ------------------ \| ------------------ \| ------------------ \| --------------------- \| ------------------ \| \| 1re \| Clara Koppenburg \| Allemagne \| WNT-Rotor Pro Cycling \| 8 h 39 min 10 s \| \| 2e \| Soraya Paladin \| Italie \| Alé Cipollini \| + 43 s \| \| 3e \| Ashleigh Moolman \| Afrique du Sud \| CCC-Liv \| + 48 s \| \| 4e \| Eider Merino \| Espagne \| Movistar Team \| + 1 min 22 s \| \| 5e \| Janneke Ensing \| Pays-Bas \| Sunweb \| + 1 min 26 s \| \| 6e \| Erica Magnaldi \| Italie \| WNT-Rotor Pro Cycling \| + 1 min 37 s \| \| 7e \| Julie Van de Velde \| Belgique \| Lotto Soudal Ladies \| + 1 min 42 s \| \| 8e \| Katrine Aalerud \| Norvège \| Norvège \| + 1 min 44 s \| \| 9e \| Katie Hall \| États-Unis \| Boels Dolmans \| + 1 min 45 s \| \| 10e \| Karol-Ann Canuel \| Canada \| Boels Dolmans \| + 1 min 55 s \| |                    |                |                       |                 |
| |                    |                |                       |                 |
| Source : ProCyclingStats |                    |                |                       |                 |
| Classement général |                    |                |                       |                 |
| Coureuse | Coureuse           | Pays           | Équipe                | Temps           |
| 1re | Clara Koppenburg   | Allemagne      | WNT-Rotor Pro Cycling | 8 h 39 min 10 s |
| 2e | Soraya Paladin     | Italie         | Alé Cipollini         | + 43 s          |
| 3e | Ashleigh Moolman   | Afrique du Sud | CCC-Liv               | + 48 s          |
| 4e | Eider Merino       | Espagne        | Movistar Team         | + 1 min 22 s    |
| 5e | Janneke Ensing     | Pays-Bas       | Sunweb                | + 1 min 26 s    |
| 6e | Erica Magnaldi     | Italie         | WNT-Rotor Pro Cycling | + 1 min 37 s    |
| 7e | Julie Van de Velde | Belgique       | Lotto Soudal Ladies   | + 1 min 42 s    |
| 8e | Katrine Aalerud    | Norvège        | Norvège               | + 1 min 44 s    |
| 9e | Katie Hall         | États-Unis     | Boels Dolmans         | + 1 min 45 s    |
| 10e | Karol-Ann Canuel   | Canada         | Boels Dolmans         | + 1 min 55 s    |

### 4eétape
| \| Classement de l'étape \| Classement de l'étape \| Classement de l'étape \| Classement de l'étape \| Classement de l'étape \| \| Coureuse \| Coureuse \| Pays \| Équipe \| Temps \| \| --------------------- \| --------------------- \| --------------------- \| ---------------------------------- \| --------------------- \| \| 1re \| Lotta Lepistö \| Finlande \| Trek-Segafredo \| 2 h 27 min 19 s \| \| 2e \| Elena Cecchini \| Italie \| Canyon-SRAM Racing \| + 0 s \| \| 3e \| Coryn Rivera \| États-Unis \| Sunweb \| + 0 s \| \| 4e \| Roxane Fournier \| France \| Movistar Team \| + 0 s \| \| 5e \| Claudia Koster \| Pays-Bas \| WNT-Rotor Pro Cycling \| + 0 s \| \| 6e \| Jip van den Bos \| Pays-Bas \| Boels Dolmans \| + 0 s \| \| 7e \| Eva Buurman \| Pays-Bas \| Boels Dolmans \| + 0 s \| \| 8e \| Sandra Alonso \| Espagne \| Bizkaia-Durango \| + 3 s \| \| 9e \| Stine Borgli \| Norvège \| Keukens Redant \| + 3 s \| \| 10e \| Eugénie Duval \| France \| FDJ-Nouvelle Aquitaine-Futuroscope \| + 3 s \| |                 |            |                                    |                 |
| |                 |            |                                    |                 |
| Source : ProCyclingStats |                 |            |                                    |                 |
| Classement de l'étape |                 |            |                                    |                 |
| Coureuse | Coureuse        | Pays       | Équipe                             | Temps           |
| 1re | Lotta Lepistö   | Finlande   | Trek-Segafredo                     | 2 h 27 min 19 s |
| 2e | Elena Cecchini  | Italie     | Canyon-SRAM Racing                 | + 0 s           |
| 3e | Coryn Rivera    | États-Unis | Sunweb                             | + 0 s           |
| 4e | Roxane Fournier | France     | Movistar Team                      | + 0 s           |
| 5e | Claudia Koster  | Pays-Bas   | WNT-Rotor Pro Cycling              | + 0 s           |
| 6e | Jip van den Bos | Pays-Bas   | Boels Dolmans                      | + 0 s           |
| 7e | Eva Buurman     | Pays-Bas   | Boels Dolmans                      | + 0 s           |
| 8e | Sandra Alonso   | Espagne    | Bizkaia-Durango                    | + 3 s           |
| 9e | Stine Borgli    | Norvège    | Keukens Redant                     | + 3 s           |
| 10e | Eugénie Duval   | France     | FDJ-Nouvelle Aquitaine-Futuroscope | + 3 s           |

## Classements finals

### Classement général final
| \| Classement général \| Classement général \| Classement général \| Classement général \| Classement général \| \| Coureuse \| Coureuse \| Pays \| Équipe \| Temps \| \| ------------------ \| --------------------- \| ------------------ \| --------------------- \| ------------------ \| \| 1re \| Clara Koppenburg \| Allemagne \| WNT-Rotor Pro Cycling \| 11 h 06 min 38 s \| \| 2e \| Soraya Paladin \| Italie \| Alé Cipollini \| + 37 s \| \| 3e \| Ashleigh Moolman \| Afrique du Sud \| CCC-Liv \| + 42 s \| \| 4e \| Eider Merino \| Espagne \| Movistar Team \| + 1 min 16 s \| \| 5e \| Janneke Ensing \| Pays-Bas \| Sunweb \| + 1 min 26 s \| \| 6e \| Erica Magnaldi \| Italie \| WNT-Rotor Pro Cycling \| + 1 min 37 s \| \| 7e \| Julie Van de Velde \| Belgique \| Lotto Soudal Ladies \| + 1 min 42 s \| \| 8e \| Katie Hall \| États-Unis \| Boels Dolmans \| + 1 min 45 s \| \| 9e \| Karol-Ann Canuel \| Canada \| Boels Dolmans \| + 1 min 49 s \| \| 10e \| Cecilie Uttrup Ludwig \| Danemark \| Bigla \| + 1 min 54 s \| |                       |                |                       |                  |
| |                       |                |                       |                  |
| Source : ProCyclingStats |                       |                |                       |                  |
| Classement général |                       |                |                       |                  |
| Coureuse | Coureuse              | Pays           | Équipe                | Temps            |
| 1re | Clara Koppenburg      | Allemagne      | WNT-Rotor Pro Cycling | 11 h 06 min 38 s |
| 2e | Soraya Paladin        | Italie         | Alé Cipollini         | + 37 s           |
| 3e | Ashleigh Moolman      | Afrique du Sud | CCC-Liv               | + 42 s           |
| 4e | Eider Merino          | Espagne        | Movistar Team         | + 1 min 16 s     |
| 5e | Janneke Ensing        | Pays-Bas       | Sunweb                | + 1 min 26 s     |
| 6e | Erica Magnaldi        | Italie         | WNT-Rotor Pro Cycling | + 1 min 37 s     |
| 7e | Julie Van de Velde    | Belgique       | Lotto Soudal Ladies   | + 1 min 42 s     |
| 8e | Katie Hall            | États-Unis     | Boels Dolmans         | + 1 min 45 s     |
| 9e | Karol-Ann Canuel      | Canada         | Boels Dolmans         | + 1 min 49 s     |
| 10e | Cecilie Uttrup Ludwig | Danemark       | Bigla                 | + 1 min 54 s     |

### Points UCI
| Position           | 1er | 2e | 3e | 4e | 5e | 6e | 7e | 8e à 10e |
| Classement général | 40  | 30 | 25 | 20 | 15 | 10 | 5  | 3        |
| Par étape          | 8   | 5  | 3  | 1  |    |    |    |          |
| Leader, par étape  | 1   |    |    |    |    |    |    |          |

### Classements annexes
| Classement des sprints | Classement des sprints | Classement des sprints | Classement des sprints | Classement des sprints |
| Coureuse               | Coureuse               | Pays                   | Équipe                 | Points                 |
| ---------------------- | ---------------------- | ---------------------- | ---------------------- | ---------------------- |
| 1re                    | Susanne Andersen       | Norvège                | Sunweb                 | 0 pt                   |

| Classement des sprints | Classement des sprints | Classement des sprints | Classement des sprints | Classement des sprints |
| Coureuse               | Coureuse               | Pays                   | Équipe                 | Points                 |
| ---------------------- | ---------------------- | ---------------------- | ---------------------- | ---------------------- |
| 1re                    | Susanne Andersen       | Norvège                | Sunweb                 | 0 pt                   |

| Classement du meilleur jeune | Classement du meilleur jeune | Classement du meilleur jeune | Classement du meilleur jeune       | Classement du meilleur jeune |
| Coureuse                     | Coureuse                     | Pays                         | Équipe                             | Temps                        |
| ---------------------------- | ---------------------------- | ---------------------------- | ---------------------------------- | ---------------------------- |
| 1re                          | Barbara Malcotti             | Italie                       | Valcar Cylance                     | 11 h 10 min 30 s             |
| 2e                           | Évita Muzic                  | France                       | FDJ-Nouvelle Aquitaine-Futuroscope | + 2 s                        |
| 3e                           | Nicole D'agostin             | Italie                       | Bizkaia-Durango                    | + 58 s                       |
| 4e                           | Abby-Mae Parkinson           | Royaume-Uni                  | Drops                              | + 2 min 41 s                 |
| 5e                           | Mikayla Harvey               | Nouvelle-Zélande             | Bigla                              | + 2 min 48 s                 |

| Classement du meilleur jeune | Classement du meilleur jeune | Classement du meilleur jeune | Classement du meilleur jeune       | Classement du meilleur jeune |
| Coureuse                     | Coureuse                     | Pays                         | Équipe                             | Temps                        |
| ---------------------------- | ---------------------------- | ---------------------------- | ---------------------------------- | ---------------------------- |
| 1re                          | Barbara Malcotti             | Italie                       | Valcar Cylance                     | 11 h 10 min 30 s             |
| 2e                           | Évita Muzic                  | France                       | FDJ-Nouvelle Aquitaine-Futuroscope | + 2 s                        |
| 3e                           | Nicole D'agostin             | Italie                       | Bizkaia-Durango                    | + 58 s                       |
| 4e                           | Abby-Mae Parkinson           | Royaume-Uni                  | Drops                              | + 2 min 41 s                 |
| 5e                           | Mikayla Harvey               | Nouvelle-Zélande             | Bigla                              | + 2 min 48 s                 |

| Classement de la montagne | Classement de la montagne | Classement de la montagne | Classement de la montagne | Classement de la montagne |
| Coureuse                  | Coureuse                  | Pays                      | Équipe                    | Points                    |
| ------------------------- | ------------------------- | ------------------------- | ------------------------- | ------------------------- |
| 1re                       | Soraya Paladin            | Italie                    | Alé Cipollini             | 21 pts                    |
| 2e                        | Clara Koppenburg          | Allemagne                 | WNT-Rotor Pro Cycling     | 16 pts                    |
| 3e                        | Janneke Ensing            | Pays-Bas                  | Sunweb                    | 8 pts                     |
| 4e                        | Ashleigh Moolman          | Afrique du Sud            | CCC-Liv                   | 8 pts                     |
| 5e                        | Cecilie Uttrup Ludwig     | Danemark                  | Bigla                     | 7 pts                     |

| Classement de la montagne | Classement de la montagne | Classement de la montagne | Classement de la montagne | Classement de la montagne |
| Coureuse                  | Coureuse                  | Pays                      | Équipe                    | Points                    |
| ------------------------- | ------------------------- | ------------------------- | ------------------------- | ------------------------- |
| 1re                       | Soraya Paladin            | Italie                    | Alé Cipollini             | 21 pts                    |
| 2e                        | Clara Koppenburg          | Allemagne                 | WNT-Rotor Pro Cycling     | 16 pts                    |
| 3e                        | Janneke Ensing            | Pays-Bas                  | Sunweb                    | 8 pts                     |
| 4e                        | Ashleigh Moolman          | Afrique du Sud            | CCC-Liv                   | 8 pts                     |
| 5e                        | Cecilie Uttrup Ludwig     | Danemark                  | Bigla                     | 7 pts                     |

## Liste des participantes
| Canyon-SRAM Racing CSR | Canyon-SRAM Racing CSR | Canyon-SRAM Racing CSR |
| ---------------------- | ---------------------- | ---------------------- |
| Num                    | Coureuse               | Pos                    |
| 1                      | Hannah Barnes (GBR)    | 16e                    |
| 2                      | Alena Amialiusik (BLR) | 26e                    |
| 3                      | Elena Cecchini (ITA)   | 37e                    |
| 4                      | Tiffany Cromwell (AUS) | 69e                    |
| 5                      | Christa Riffel (GER)   | 94e                    |
| 6                      | Hannah Ludwig (GER)    | 70e                    |
| 7                      | Omer Shapira (ISR)     | 39e                    |

| Bigla BIG | Bigla BIG                       | Bigla BIG |
| --------- | ------------------------------- | --------- |
| Num       | Coureuse                        | Pos       |
| 11        | Cecilie Uttrup Ludwig (DEN)     | 10e       |
| 12        | Leah Thomas (USA)               | 14e       |
| 13        | Mikayla Harvey (NZL)            | 41e       |
| 14        | Elizabeth Banks (GBR)           | 35e       |
| 15        | Nicole Hanselmann (SUI) (route) | 72e       |
| 16        | Elise Chabbey (SUI)             | 17e       |
| 17        | Maria Vittoria Sperotto (ITA)   | 61e       |

| Movistar Team MOV | Movistar Team MOV          | Movistar Team MOV |
| ----------------- | -------------------------- | ----------------- |
| Num               | Coureuse                   | Pos               |
| 21                | Roxane Fournier (FRA)      | 67e               |
| 22                | Mavi García (ESP)          | 19e               |
| 23                | Lorena Llamas (ESP)        | 36e               |
| 24                | Eider Merino (ESP) (route) | 4e                |
| 25                | Lourdes Oyarbide (ESP)     | 44e               |
| 26                | Sheyla Gutiérrez (ESP)     | 64e               |
| 27                | Alba Teruel (ESP)          | 107e              |

| Alé Cipollini ALE | Alé Cipollini ALE      | Alé Cipollini ALE |
| ----------------- | ---------------------- | ----------------- |
| Num               | Coureuse               | Pos               |
| 31                | Anna Trevisi (ITA)     | 83e               |
| 32                | Soraya Paladin (ITA)   | 2e                |
| 33                | Karlijn Swinkels (NED) | 109e              |
| 34                | Jelena Erić (SRB)      | 82e               |
| 35                | Diana Peñuela (COL)    | 77e               |
| 36                | Giorgia Bariani (ITA)  | 106e              |

| FDJ-Nouvelle Aquitaine-Futuroscope FDJ | FDJ-Nouvelle Aquitaine-Futuroscope FDJ | FDJ-Nouvelle Aquitaine-Futuroscope FDJ |
| -------------------------------------- | -------------------------------------- | -------------------------------------- |
| Num                                    | Coureuse                               | Pos                                    |
| 41                                     | Shara Gillow (AUS)                     | 15e                                    |
| 42                                     | Charlotte Bravard (FRA)                | 62e                                    |
| 43                                     | Eugénie Duval (FRA)                    | 30e                                    |
| 44                                     | Victorie Guilman (FRA)                 | 65e                                    |
| 45                                     | Évita Muzic (FRA)                      | 29e                                    |
| 46                                     | Jade Wiel (FRA)                        | 85e                                    |

| WNT-Rotor Pro Cycling WNT | WNT-Rotor Pro Cycling WNT | WNT-Rotor Pro Cycling WNT |
| ------------------------- | ------------------------- | ------------------------- |
| Num                       | Coureuse                  | Pos                       |
| 51                        | Ane Santesteban (ESP)     | 22e                       |
| 52                        | Lara Vieceli (ITA)        | 31e                       |
| 53                        | Erica Magnaldi (ITA)      | 6e                        |
| 54                        | Clara Koppenburg (GER)    | 1re                       |
| 55                        | Aafke Soet (NED)          | 63e                       |
| 56                        | Claudia Koster (NED)      | 23e                       |
| 57                        | Sarah Rijkes (AUT)        | 49e                       |

| Boels Dolmans DLT | Boels Dolmans DLT      | Boels Dolmans DLT |
| ----------------- | ---------------------- | ----------------- |
| Num               | Coureuse               | Pos               |
| 61                | Katie Hall (USA)       | 8e                |
| 62                | Karol-Ann Canuel (CAN) | 9e                |
| 63                | Chantal Blaak (NED)    | 34e               |
| 64                | Skylar Schneider (USA) | 122e              |
| 65                | Jip van den Bos (NED)  | 59e               |
| 66                | Eva Buurman (NED)      | 58e               |

| Sunweb SUN | Sunweb SUN                 | Sunweb SUN |
| ---------- | -------------------------- | ---------- |
| Num        | Coureuse                   | Pos        |
| 71         | Susanne Andersen (NOR)     | 76e        |
| 72         | Janneke Ensing (NED)       | 5e         |
| 73         | Juliette Labous (FRA)      | 48e        |
| 74         | Floortje Mackaij (NED)     | 13e        |
| 75         | Pernille Mathiesen (DEN)   | 60e        |
| 76         | Coryn Rivera (USA) (route) | 46e        |
| 77         | Julia Soek (NED)           | AB-4       |

| CCC-Liv CCC | CCC-Liv CCC                    | CCC-Liv CCC |
| ----------- | ------------------------------ | ----------- |
| Num         | Coureuse                       | Pos         |
| 81          | Valerie Demey (BEL)            | 45e         |
| 82          | Agnieszka Skalniak-Sójka (POL) | 89e         |
| 83          | Marta Lach (POL)               | 54e         |
| 84          | Riejanne Markus (NED)          | 38e         |
| 85          | Pauliena Rooijakkers (NED)     | 11e         |
| 86          | Ashleigh Moolman (RSA) (route) | 3e          |
| 87          | Evy Kuijpers (NED)             | 105e        |

| Trek-Segafredo TFS | Trek-Segafredo TFS                 | Trek-Segafredo TFS |
| ------------------ | ---------------------------------- | ------------------ |
| Num                | Coureuse                           | Pos                |
| 91                 | Audrey Cordon-Ragot (FRA)          | 81e                |
| 92                 | Lotta Lepistö (FIN) (route)        | 51e                |
| 93                 | Elisa Longo Borghini (ITA) (route) | 20e                |
| 94                 | Anna Plichta (POL)                 | 84e                |
| 95                 | Ellen van Dijk (NED)               | 18e                |
| 96                 | Ruth Edwards (USA)                 | 24e                |
| 97                 | Trixi Worrack (GER)                | AB-1               |

| Valcar Cylance VAL | Valcar Cylance VAL              | Valcar Cylance VAL |
| ------------------ | ------------------------------- | ------------------ |
| Num                | Coureuse                        | Pos                |
| 101                | Maria Giulia Confalonieri (ITA) | 86e                |
| 102                | Silvia Pollicini (ITA)          | 79e                |
| 103                | Barbara Malcotti (ITA)          | 28e                |
| 104                | Dalia Muccioli (ITA)            | 97e                |
| 105                | Asja Paladin (ITA)              | 88e                |
| 106                | Alessia Vigilia (ITA)           | 101e               |
| 107                | Ilaria Sanguineti (ITA)         | 87e                |

| Bizkaia-Durango BDP | Bizkaia-Durango BDP     | Bizkaia-Durango BDP |
| ------------------- | ----------------------- | ------------------- |
| Num                 | Coureuse                | Pos                 |
| 111                 | Sandra Alonso (ESP)     | 78e                 |
| 112                 | Cristina Martínez (ESP) | 53e                 |
| 113                 | Natalie Grinczer (GBR)  | 66e                 |
| 114                 | Aroa Gorostiza (ESP)    | 130e                |
| 115                 | Ariana Gilabert (ESP)   | AB-3                |
| 116                 | Nicole D'agostin (ITA)  | 33e                 |
| 117                 | Doris Schweizer (SUI)   | AB-3                |

| Doltcini-Van Eyck Sport DVE | Doltcini-Van Eyck Sport DVE | Doltcini-Van Eyck Sport DVE |
| --------------------------- | --------------------------- | --------------------------- |
| Num                         | Coureuse                    | Pos                         |
| 121                         | Tetyana Riabchenko (UKR)    | 27e                         |
| 122                         | Daniela Reis (POR) (route)  | 71e                         |
| 123                         | Séverine Eraud (FRA)        | 75e                         |
| 124                         | Marion Sicot (FRA)          | 91e                         |
| 126                         | Mieke Docx (BEL)            | 121e                        |
| 127                         | Bryony van Velzen (NED)     | AB                          |

| Drops DRP | Drops DRP                | Drops DRP |
| --------- | ------------------------ | --------- |
| Num       | Coureuse                 | Pos       |
| 131       | Grace Anderson (NZL)     | 114e      |
| 132       | Anna Christian (GBR)     | 57e       |
| 133       | Elizabeth Holden (GBR)   | 52e       |
| 134       | Manon Lloyd (GBR)        | 119e      |
| 135       | Abby-Mae Parkinson (GBR) | 40e       |
| 136       | Hannah Payton (GBR)      | NP-3      |

| Health Mate-Ladies Team HMT | Health Mate-Ladies Team HMT   | Health Mate-Ladies Team HMT |
| --------------------------- | ----------------------------- | --------------------------- |
| Num                         | Coureuse                      | Pos                         |
| 141                         | Kathrin Schweinberger (AUT)   | 99e                         |
| 142                         | Christina Schweinberger (AUT) | 118e                        |
| 143                         | Kirstie van Haaften (NED)     | NP-2                        |
| 144                         | Fien Delbaere (BEL)           | 104e                        |
| 145                         | Zsófia Szabó (HUN)            | 128e                        |
| 146                         | Sara Mustonen (SWE)           | 102e                        |
| 147                         | Laura Lozano (COL)            | 55e                         |

| Lotto Soudal Ladies LSL | Lotto Soudal Ladies LSL   | Lotto Soudal Ladies LSL |
| ----------------------- | ------------------------- | ----------------------- |
| Num                     | Coureuse                  | Pos                     |
| 151                     | Kelly Van den Steen (BEL) | 25e                     |
| 152                     | Julie Van de Velde (BEL)  | 7e                      |
| 153                     | Demi de Jong (NED)        | 56e                     |
| 154                     | Danique Braam (NED)       | 90e                     |
| 155                     | Marie Dessart (BEL)       | 32e                     |
| 156                     | Puck Moonen (NED)         | 92e                     |
| 157                     | Danielle Christmas (GBR)  | 42e                     |

| Sopela Women's Team SWT | Sopela Women's Team SWT       | Sopela Women's Team SWT |
| ----------------------- | ----------------------------- | ----------------------- |
| Num                     | Coureuse                      | Pos                     |
| 161                     | Yurani Blanco (ESP)           | 125e                    |
| 162                     | Ariadna Trias (ESP)           | 132e                    |
| 163                     | Mireia Trias (ESP)            | 80e                     |
| 164                     | Elne Owen (RSA)               | HD-3                    |
| 165                     | Alexandra Moreno (ESP)        | HD-3                    |
| 166                     | Andere Basterra (ESP)         | AB-1                    |
| 167                     | Isabel Ferreres Navarro (ESP) | HD-3                    |

| Charente-Maritime CMW | Charente-Maritime CMW | Charente-Maritime CMW |
| --------------------- | --------------------- | --------------------- |
| Num                   | Coureuse              | Pos                   |
| 171                   | Pauline Allin (FRA)   | 116e                  |
| 172                   | India Grangier (FRA)  | 117e                  |
| 173                   | Noémie Abgrall (FRA)  | 108e                  |
| 174                   | Manon Minaud (FRA)    | AB-4                  |
| 175                   | Lucie Lahaye (FRA)    | 123e                  |
| 176                   | Gladys Verhulst (FRA) | AB-4                  |
| 177                   | Anaïs Morichon (FRA)  | HD-4                  |

| Massi Tactic MAT | Massi Tactic MAT       | Massi Tactic MAT |
| ---------------- | ---------------------- | ---------------- |
| Num              | Coureuse               | Pos              |
| 181              | Belén López (ESP)      | 95e              |
| 182              | Teresa Ripoll (ESP)    | 134e             |
| 183              | Elisabet Llabres (ESP) | AB-3             |
| 184              | Mireia Benito (ESP)    | 133e             |
| 185              | Nekane Gomez (ESP)     | AB-3             |
| 186              | Sandra Moral (ESP)     | 136e             |
| 187              | Sofia Barriguete (ESP) | AB-2             |

| Norvège NOR | Norvège NOR          | Norvège NOR |
| ----------- | -------------------- | ----------- |
| Num         | Coureuse             | Pos         |
| 191         | Katrine Aalerud      | 12e         |
| 192         | Stine Borgli         | 47e         |
| 193         | Line Marie Gulliksen | 129e        |
| 194         | Emilie Moberg        | 93e         |
| 195         | Vita Heine (route)   | 21e         |
| 196         | Ingrid Moe           | 120e        |
| 197         | Ingrid Lorvik        | 73e         |

| Watersley International ___ | Watersley International ___ | Watersley International ___ |
| --------------------------- | --------------------------- | --------------------------- |
| Num                         | Coureuse                    | Pos                         |
| 201                         | Désirée Ehrler (SUI)        | 115e                        |
| 202                         | Femke Geeris (NED)          | AB-3                        |
| 203                         | Lisa Groothuesheidkamp      | HD-3                        |
| 204                         | Sarah Inghelbrecht (BEL)    | 110e                        |
| 205                         | Nicola Juniper (GBR)        | 43e                         |
| 206                         | Corinna Lechner (GER)       | 74e                         |

| Remax ___ | Remax ___               | Remax ___ |
| --------- | ----------------------- | --------- |
| Num       | Coureuse                | Pos       |
| 211       | Fabienne Buri (SUI)     | 127e      |
| 212       | Marcia Eicher (SUI)     | 68e       |
| 213       | Vera Adrian (NAM)       | 112e      |
| 214       | Jutta Stienen (SUI)     | NP-3      |
| 215       | Sandra Weiss (SUI)      | 100e      |
| 216       | Fabienne Tinguely (SUI) | AB-2      |
| 217       | Selina Burch (SUI)      | 103e      |

| Bio Frais ___ | Bio Frais ___          | Bio Frais ___ |
| ------------- | ---------------------- | ------------- |
| Num           | Coureuse               | Pos           |
| 221           | Loriane Ceyssat (FRA)  | 111e          |
| 222           | Alice Coutinho (FRA)   | AB            |
| 223           | Camille Devi (FRA)     | HD-4          |
| 224           | Annabel Fisher (GBR)   | 50e           |
| 225           | Aline Guglielmi (FRA)  | 124e          |
| 226           | Manon Souyris (FRA)    | 98e           |
| 227           | Meret Zimmermann (SUI) | 96e           |

| Team Stuttgart ___ | Team Stuttgart ___          | Team Stuttgart ___ |
| ------------------ | --------------------------- | ------------------ |
| Num                | Coureuse                    | Pos                |
| 231                | Jacqueline Dietrich (GER)   | 113e               |
| 232                | Hannah Fandel (GER)         | 135e               |
| 233                | Lea Feder (GER)             | HD-4               |
| 235                | Paulina Maxima Klimsa (GER) | HD-3               |
| 236                | Lisa Robb (GER)             | 131e               |

| DN Languedoc Le Boulou ___ | DN Languedoc Le Boulou ___   | DN Languedoc Le Boulou ___ |
| -------------------------- | ---------------------------- | -------------------------- |
| Num                        | Coureuse                     | Pos                        |
| 241                        | Gabrielle Traxler (AUT)      | AB-3                       |
| 243                        | Amy Jones (GBR)              | NP-3                       |
| 244                        | Trine Holmsgaard             | NP-4                       |
| 245                        | Molly Elizabeth Supple (FRA) | AB-2                       |
| 246                        | Jessy Druyts (BEL)           | 126e                       |

| Delikia Ginestar ___ | Delikia Ginestar ___            | Delikia Ginestar ___ |
| -------------------- | ------------------------------- | -------------------- |
| Num                  | Coureuse                        | Pos                  |
| 251                  | Cristina Soler Llacer (ESP)     | AB-2                 |
| 252                  | Cecilia Sopena Espa (ESP)       | AB-2                 |
| 253                  | Maria Cinta Sancho Llopis (ESP) | NP-4                 |
| 254                  | Sara Bonillo Talens (ESP)       | HD-4                 |
| 255                  | Melisa Gomiz Perez (ESP)        | AB-1                 |
| 256                  | Sofia Martinez Pico (ESP)       | AB-4                 |

| Canyon-SRAM Racing CSR | Canyon-SRAM Racing CSR | Canyon-SRAM Racing CSR |
| ---------------------- | ---------------------- | ---------------------- |
| Num                    | Coureuse               | Pos                    |
| 1                      | Hannah Barnes (GBR)    | 16e                    |
| 2                      | Alena Amialiusik (BLR) | 26e                    |
| 3                      | Elena Cecchini (ITA)   | 37e                    |
| 4                      | Tiffany Cromwell (AUS) | 69e                    |
| 5                      | Christa Riffel (GER)   | 94e                    |
| 6                      | Hannah Ludwig (GER)    | 70e                    |
| 7                      | Omer Shapira (ISR)     | 39e                    |

| Bigla BIG | Bigla BIG                       | Bigla BIG |
| --------- | ------------------------------- | --------- |
| Num       | Coureuse                        | Pos       |
| 11        | Cecilie Uttrup Ludwig (DEN)     | 10e       |
| 12        | Leah Thomas (USA)               | 14e       |
| 13        | Mikayla Harvey (NZL)            | 41e       |
| 14        | Elizabeth Banks (GBR)           | 35e       |
| 15        | Nicole Hanselmann (SUI) (route) | 72e       |
| 16        | Elise Chabbey (SUI)             | 17e       |
| 17        | Maria Vittoria Sperotto (ITA)   | 61e       |

| Movistar Team MOV | Movistar Team MOV          | Movistar Team MOV |
| ----------------- | -------------------------- | ----------------- |
| Num               | Coureuse                   | Pos               |
| 21                | Roxane Fournier (FRA)      | 67e               |
| 22                | Mavi García (ESP)          | 19e               |
| 23                | Lorena Llamas (ESP)        | 36e               |
| 24                | Eider Merino (ESP) (route) | 4e                |
| 25                | Lourdes Oyarbide (ESP)     | 44e               |
| 26                | Sheyla Gutiérrez (ESP)     | 64e               |
| 27                | Alba Teruel (ESP)          | 107e              |

| Alé Cipollini ALE | Alé Cipollini ALE      | Alé Cipollini ALE |
| ----------------- | ---------------------- | ----------------- |
| Num               | Coureuse               | Pos               |
| 31                | Anna Trevisi (ITA)     | 83e               |
| 32                | Soraya Paladin (ITA)   | 2e                |
| 33                | Karlijn Swinkels (NED) | 109e              |
| 34                | Jelena Erić (SRB)      | 82e               |
| 35                | Diana Peñuela (COL)    | 77e               |
| 36                | Giorgia Bariani (ITA)  | 106e              |

| FDJ-Nouvelle Aquitaine-Futuroscope FDJ | FDJ-Nouvelle Aquitaine-Futuroscope FDJ | FDJ-Nouvelle Aquitaine-Futuroscope FDJ |
| -------------------------------------- | -------------------------------------- | -------------------------------------- |
| Num                                    | Coureuse                               | Pos                                    |
| 41                                     | Shara Gillow (AUS)                     | 15e                                    |
| 42                                     | Charlotte Bravard (FRA)                | 62e                                    |
| 43                                     | Eugénie Duval (FRA)                    | 30e                                    |
| 44                                     | Victorie Guilman (FRA)                 | 65e                                    |
| 45                                     | Évita Muzic (FRA)                      | 29e                                    |
| 46                                     | Jade Wiel (FRA)                        | 85e                                    |

| WNT-Rotor Pro Cycling WNT | WNT-Rotor Pro Cycling WNT | WNT-Rotor Pro Cycling WNT |
| ------------------------- | ------------------------- | ------------------------- |
| Num                       | Coureuse                  | Pos                       |
| 51                        | Ane Santesteban (ESP)     | 22e                       |
| 52                        | Lara Vieceli (ITA)        | 31e                       |
| 53                        | Erica Magnaldi (ITA)      | 6e                        |
| 54                        | Clara Koppenburg (GER)    | 1re                       |
| 55                        | Aafke Soet (NED)          | 63e                       |
| 56                        | Claudia Koster (NED)      | 23e                       |
| 57                        | Sarah Rijkes (AUT)        | 49e                       |

| Boels Dolmans DLT | Boels Dolmans DLT      | Boels Dolmans DLT |
| ----------------- | ---------------------- | ----------------- |
| Num               | Coureuse               | Pos               |
| 61                | Katie Hall (USA)       | 8e                |
| 62                | Karol-Ann Canuel (CAN) | 9e                |
| 63                | Chantal Blaak (NED)    | 34e               |
| 64                | Skylar Schneider (USA) | 122e              |
| 65                | Jip van den Bos (NED)  | 59e               |
| 66                | Eva Buurman (NED)      | 58e               |

| Sunweb SUN | Sunweb SUN                 | Sunweb SUN |
| ---------- | -------------------------- | ---------- |
| Num        | Coureuse                   | Pos        |
| 71         | Susanne Andersen (NOR)     | 76e        |
| 72         | Janneke Ensing (NED)       | 5e         |
| 73         | Juliette Labous (FRA)      | 48e        |
| 74         | Floortje Mackaij (NED)     | 13e        |
| 75         | Pernille Mathiesen (DEN)   | 60e        |
| 76         | Coryn Rivera (USA) (route) | 46e        |
| 77         | Julia Soek (NED)           | AB-4       |

| CCC-Liv CCC | CCC-Liv CCC                    | CCC-Liv CCC |
| ----------- | ------------------------------ | ----------- |
| Num         | Coureuse                       | Pos         |
| 81          | Valerie Demey (BEL)            | 45e         |
| 82          | Agnieszka Skalniak-Sójka (POL) | 89e         |
| 83          | Marta Lach (POL)               | 54e         |
| 84          | Riejanne Markus (NED)          | 38e         |
| 85          | Pauliena Rooijakkers (NED)     | 11e         |
| 86          | Ashleigh Moolman (RSA) (route) | 3e          |
| 87          | Evy Kuijpers (NED)             | 105e        |

| Trek-Segafredo TFS | Trek-Segafredo TFS                 | Trek-Segafredo TFS |
| ------------------ | ---------------------------------- | ------------------ |
| Num                | Coureuse                           | Pos                |
| 91                 | Audrey Cordon-Ragot (FRA)          | 81e                |
| 92                 | Lotta Lepistö (FIN) (route)        | 51e                |
| 93                 | Elisa Longo Borghini (ITA) (route) | 20e                |
| 94                 | Anna Plichta (POL)                 | 84e                |
| 95                 | Ellen van Dijk (NED)               | 18e                |
| 96                 | Ruth Edwards (USA)                 | 24e                |
| 97                 | Trixi Worrack (GER)                | AB-1               |

| Valcar Cylance VAL | Valcar Cylance VAL              | Valcar Cylance VAL |
| ------------------ | ------------------------------- | ------------------ |
| Num                | Coureuse                        | Pos                |
| 101                | Maria Giulia Confalonieri (ITA) | 86e                |
| 102                | Silvia Pollicini (ITA)          | 79e                |
| 103                | Barbara Malcotti (ITA)          | 28e                |
| 104                | Dalia Muccioli (ITA)            | 97e                |
| 105                | Asja Paladin (ITA)              | 88e                |
| 106                | Alessia Vigilia (ITA)           | 101e               |
| 107                | Ilaria Sanguineti (ITA)         | 87e                |

| Bizkaia-Durango BDP | Bizkaia-Durango BDP     | Bizkaia-Durango BDP |
| ------------------- | ----------------------- | ------------------- |
| Num                 | Coureuse                | Pos                 |
| 111                 | Sandra Alonso (ESP)     | 78e                 |
| 112                 | Cristina Martínez (ESP) | 53e                 |
| 113                 | Natalie Grinczer (GBR)  | 66e                 |
| 114                 | Aroa Gorostiza (ESP)    | 130e                |
| 115                 | Ariana Gilabert (ESP)   | AB-3                |
| 116                 | Nicole D'agostin (ITA)  | 33e                 |
| 117                 | Doris Schweizer (SUI)   | AB-3                |

| Doltcini-Van Eyck Sport DVE | Doltcini-Van Eyck Sport DVE | Doltcini-Van Eyck Sport DVE |
| --------------------------- | --------------------------- | --------------------------- |
| Num                         | Coureuse                    | Pos                         |
| 121                         | Tetyana Riabchenko (UKR)    | 27e                         |
| 122                         | Daniela Reis (POR) (route)  | 71e                         |
| 123                         | Séverine Eraud (FRA)        | 75e                         |
| 124                         | Marion Sicot (FRA)          | 91e                         |
| 126                         | Mieke Docx (BEL)            | 121e                        |
| 127                         | Bryony van Velzen (NED)     | AB                          |

| Drops DRP | Drops DRP                | Drops DRP |
| --------- | ------------------------ | --------- |
| Num       | Coureuse                 | Pos       |
| 131       | Grace Anderson (NZL)     | 114e      |
| 132       | Anna Christian (GBR)     | 57e       |
| 133       | Elizabeth Holden (GBR)   | 52e       |
| 134       | Manon Lloyd (GBR)        | 119e      |
| 135       | Abby-Mae Parkinson (GBR) | 40e       |
| 136       | Hannah Payton (GBR)      | NP-3      |

| Health Mate-Ladies Team HMT | Health Mate-Ladies Team HMT   | Health Mate-Ladies Team HMT |
| --------------------------- | ----------------------------- | --------------------------- |
| Num                         | Coureuse                      | Pos                         |
| 141                         | Kathrin Schweinberger (AUT)   | 99e                         |
| 142                         | Christina Schweinberger (AUT) | 118e                        |
| 143                         | Kirstie van Haaften (NED)     | NP-2                        |
| 144                         | Fien Delbaere (BEL)           | 104e                        |
| 145                         | Zsófia Szabó (HUN)            | 128e                        |
| 146                         | Sara Mustonen (SWE)           | 102e                        |
| 147                         | Laura Lozano (COL)            | 55e                         |

| Lotto Soudal Ladies LSL | Lotto Soudal Ladies LSL   | Lotto Soudal Ladies LSL |
| ----------------------- | ------------------------- | ----------------------- |
| Num                     | Coureuse                  | Pos                     |
| 151                     | Kelly Van den Steen (BEL) | 25e                     |
| 152                     | Julie Van de Velde (BEL)  | 7e                      |
| 153                     | Demi de Jong (NED)        | 56e                     |
| 154                     | Danique Braam (NED)       | 90e                     |
| 155                     | Marie Dessart (BEL)       | 32e                     |
| 156                     | Puck Moonen (NED)         | 92e                     |
| 157                     | Danielle Christmas (GBR)  | 42e                     |

| Sopela Women's Team SWT | Sopela Women's Team SWT       | Sopela Women's Team SWT |
| ----------------------- | ----------------------------- | ----------------------- |
| Num                     | Coureuse                      | Pos                     |
| 161                     | Yurani Blanco (ESP)           | 125e                    |
| 162                     | Ariadna Trias (ESP)           | 132e                    |
| 163                     | Mireia Trias (ESP)            | 80e                     |
| 164                     | Elne Owen (RSA)               | HD-3                    |
| 165                     | Alexandra Moreno (ESP)        | HD-3                    |
| 166                     | Andere Basterra (ESP)         | AB-1                    |
| 167                     | Isabel Ferreres Navarro (ESP) | HD-3                    |

| Charente-Maritime CMW | Charente-Maritime CMW | Charente-Maritime CMW |
| --------------------- | --------------------- | --------------------- |
| Num                   | Coureuse              | Pos                   |
| 171                   | Pauline Allin (FRA)   | 116e                  |
| 172                   | India Grangier (FRA)  | 117e                  |
| 173                   | Noémie Abgrall (FRA)  | 108e                  |
| 174                   | Manon Minaud (FRA)    | AB-4                  |
| 175                   | Lucie Lahaye (FRA)    | 123e                  |
| 176                   | Gladys Verhulst (FRA) | AB-4                  |
| 177                   | Anaïs Morichon (FRA)  | HD-4                  |

| Massi Tactic MAT | Massi Tactic MAT       | Massi Tactic MAT |
| ---------------- | ---------------------- | ---------------- |
| Num              | Coureuse               | Pos              |
| 181              | Belén López (ESP)      | 95e              |
| 182              | Teresa Ripoll (ESP)    | 134e             |
| 183              | Elisabet Llabres (ESP) | AB-3             |
| 184              | Mireia Benito (ESP)    | 133e             |
| 185              | Nekane Gomez (ESP)     | AB-3             |
| 186              | Sandra Moral (ESP)     | 136e             |
| 187              | Sofia Barriguete (ESP) | AB-2             |

| Norvège NOR | Norvège NOR          | Norvège NOR |
| ----------- | -------------------- | ----------- |
| Num         | Coureuse             | Pos         |
| 191         | Katrine Aalerud      | 12e         |
| 192         | Stine Borgli         | 47e         |
| 193         | Line Marie Gulliksen | 129e        |
| 194         | Emilie Moberg        | 93e         |
| 195         | Vita Heine (route)   | 21e         |
| 196         | Ingrid Moe           | 120e        |
| 197         | Ingrid Lorvik        | 73e         |

| Watersley International ___ | Watersley International ___ | Watersley International ___ |
| --------------------------- | --------------------------- | --------------------------- |
| Num                         | Coureuse                    | Pos                         |
| 201                         | Désirée Ehrler (SUI)        | 115e                        |
| 202                         | Femke Geeris (NED)          | AB-3                        |
| 203                         | Lisa Groothuesheidkamp      | HD-3                        |
| 204                         | Sarah Inghelbrecht (BEL)    | 110e                        |
| 205                         | Nicola Juniper (GBR)        | 43e                         |
| 206                         | Corinna Lechner (GER)       | 74e                         |

| Remax ___ | Remax ___               | Remax ___ |
| --------- | ----------------------- | --------- |
| Num       | Coureuse                | Pos       |
| 211       | Fabienne Buri (SUI)     | 127e      |
| 212       | Marcia Eicher (SUI)     | 68e       |
| 213       | Vera Adrian (NAM)       | 112e      |
| 214       | Jutta Stienen (SUI)     | NP-3      |
| 215       | Sandra Weiss (SUI)      | 100e      |
| 216       | Fabienne Tinguely (SUI) | AB-2      |
| 217       | Selina Burch (SUI)      | 103e      |

| Bio Frais ___ | Bio Frais ___          | Bio Frais ___ |
| ------------- | ---------------------- | ------------- |
| Num           | Coureuse               | Pos           |
| 221           | Loriane Ceyssat (FRA)  | 111e          |
| 222           | Alice Coutinho (FRA)   | AB            |
| 223           | Camille Devi (FRA)     | HD-4          |
| 224           | Annabel Fisher (GBR)   | 50e           |
| 225           | Aline Guglielmi (FRA)  | 124e          |
| 226           | Manon Souyris (FRA)    | 98e           |
| 227           | Meret Zimmermann (SUI) | 96e           |

| Team Stuttgart ___ | Team Stuttgart ___          | Team Stuttgart ___ |
| ------------------ | --------------------------- | ------------------ |
| Num                | Coureuse                    | Pos                |
| 231                | Jacqueline Dietrich (GER)   | 113e               |
| 232                | Hannah Fandel (GER)         | 135e               |
| 233                | Lea Feder (GER)             | HD-4               |
| 235                | Paulina Maxima Klimsa (GER) | HD-3               |
| 236                | Lisa Robb (GER)             | 131e               |

| DN Languedoc Le Boulou ___ | DN Languedoc Le Boulou ___   | DN Languedoc Le Boulou ___ |
| -------------------------- | ---------------------------- | -------------------------- |
| Num                        | Coureuse                     | Pos                        |
| 241                        | Gabrielle Traxler (AUT)      | AB-3                       |
| 243                        | Amy Jones (GBR)              | NP-3                       |
| 244                        | Trine Holmsgaard             | NP-4                       |
| 245                        | Molly Elizabeth Supple (FRA) | AB-2                       |
| 246                        | Jessy Druyts (BEL)           | 126e                       |

| Delikia Ginestar ___ | Delikia Ginestar ___            | Delikia Ginestar ___ |
| -------------------- | ------------------------------- | -------------------- |
| Num                  | Coureuse                        | Pos                  |
| 251                  | Cristina Soler Llacer (ESP)     | AB-2                 |
| 252                  | Cecilia Sopena Espa (ESP)       | AB-2                 |
| 253                  | Maria Cinta Sancho Llopis (ESP) | NP-4                 |
| 254                  | Sara Bonillo Talens (ESP)       | HD-4                 |
| 255                  | Melisa Gomiz Perez (ESP)        | AB-1                 |
| 256                  | Sofia Martinez Pico (ESP)       | AB-4                 |